# Трансал C-160
Трансал C-160  (Transall C-160) је војни транспортни двомоторни авион настао у сарадњи Француске и Немачке авио индустрије. Поред војне, овај авион је нашао и цивилну примену.

## Пројектовање и развој
Jануарa 1959. године формиран је конзорцијум „Transporter-Allianz” или скраћено Transall између француске компаније Nord Aviation и немачких компанија Weser Flugzeugbau и Hamburger Flugzeugbau (HFB) за пројектовање и изградњу новог транспортног авиона који треба да замени транспортне авионе са клипним моторима, који су се користили у француском и немачком ратном ваздухопловству. Пројект овог авиона је започет 1960. године.
Трансал C-160 је замишљен као висококрилац са два турбопроп мотора, широким трупом, кратким ногама стајног трапа, издигнутим репом авиона и утоварном рампом уграђеном у задњи део трупа. По величини, авион је упоредив са транспортним авионима Алениа G.222, Антонов Ан-8 и Локид C-130 Херкул. 
Прототип авиона Трансал C-160 је први пут полетео 25. фебруара 1963., производња је почела 1964. године а први авион је испоручен корисницима 1967. године.

## Технички опис
Техннички опис према
Труп авиона је округлог попречног пресека, монокок потпуно металне конструкције. Има пространи товарни простор и врата на крају трупа са утоварном рампом. Са стране трупа има бочна врата и округле прозоре. На поду товарног простора уграђене су ролнице за лакши пренос и манупулацију терета при утовару и истовару као и систем за везивање и причвршчавање терета у теретној кабини. На бочним странама се налазе клупе за смештај падобранаца за време лета. На кљуну авиона се налази кабина за два пилота и остале чланове посаде.
Погонска група се састоји од два крилна турбо проп мотора са четворокраким металним елисама променљивог корака. У серијски произведене авионе су уграђивани  Rolls-Royce RTy.20 Tyne Mk 22 turboprop мотори снаге 4,549 kW сваки.
Крила су једноделна, металне конструклције са четири рамењаче и оплатом од ал-лима. Трапезног су облика са гондолама испод за смештај мотора. Крила су опремљена елеронима и закрилцима конструкције као и крило. Кроз крила су провучене све неопходне инсталације а између рамењача од трупа до мотора су смештени самозаптивни резервоари за гориво. Авион је опремљен системом за пуњење горивом у лету.
Репне површине су класичне: један велики вертикални стабилизатор са кормилом правца, два хоризонтална стабилизатора са кормилима дубине. Сви елементи репа су металне конструкције са облогом од ал-лима. Реп овог авиона је доста издигнут у односу на труп, како не би сметао задњим вратима трупа са утоварном рампом.
Стајни трап је система трицикл: једна (управљачка) нога испод кљуна авиона са удвојеним точковима и на средини трупа по дужини, се налазе четири ноге са великим удвојеним точковима који су у стању да приме сво оптерећење потпуно оптерећеног авиона и све неравнине полетно слетних стаза које користи овај авион при слетању и полетању. Точкови су опремљени ниско притисним гумама и кочницама а ноге стајног трапа уљним амортизерима. У току лета предња нога се увлачила у труп авиона а главне ноге су смештане у бисаге са стране трупа тако да је на тај начин повећан размах између точкова што је добро за стабилност авиона при слетању и полетању а и приликом кретања по неравном тлу. Друга корист је што точкови не умањују запремину товарног простора.

## Верзије
- C-160D - Модел авиона за ваздухопловство Западне Немачке; изграђено је 110 ком.
- C-160F - Модел авиона за француске ваздушно-космичке снаге; изграђено је 50 ком.
- C-160P - Конверзија C-160F за потребе Француске поште; изграђено 4 ком[6].
- C-160Z - Модел авиони за Јужноафричко ваздухопловство; изграђено 9 ком.
- C-160NG - Модел авиона код кога је извршена модернизација авионике, структуре, пуњење горива у лету[1][7].

## Оперативно коришћење
Укупно је произведено 214 авиона типа Трансал C-160. Производио се у периоду од 1965. - 1985. године. Иако су пројектовани као војни транспортни авиони и као такви су коришћени у највећем броју, ови авиони су нашли и цивилну примену као карго и поштански авиони (Аустралија, Француска, Индонезија и Швајцарска). Оперативно се користе од 1967. године. Мада се више не користе као транспортни авиони одређен број ових авиона се и дан данас (2023.) користе као шпијунски авиони и авиони за комуникацију са подморницама у Француској и Турској.
Немачка је купила 110 авиона овог типа, Јужно Афричка Република 9 комада. Француска је наручила 50 комада па је накнадно купила још 29 ових авиона унапређене варијанте (назване NG= Нова Генерација) са повећаним унутрашњим резервоарима за гориво, системом за напајање у току лета, структурним побољшањима и надограђеном авиоником. Индонезија је набавила 6 јединица ове побољшане верзије. Сви авиони Трансал C-160 РВ Француске и Немачке су у периоду од 1994. до 1999. године надограђени модерним пакетом авионике и новим противракетним контрамерама. Војска Габона је имала и користила ове авионе. Турска је 1971. постала нови корисник C-160, набавивши 20 половних авиона од Немачке. Аустралија је такође купила од Немачке 3 половна авиона C-160.
Авион Трансал C-160 се оперативно користио преко 50 година имао је мали број несрећа . Забележена је и једна авио несрећа овог авиона и то због невремена када је 9. фебруара 1975. године авион Luftwaffe-a ударио у планину на Криту.

## Земље које су користиле авион
- Аустралија
- Француска
- Габон
- Немачка
- Турска
- Јужна Африка
- Индонезија
- Швајцарска